# Amphinecta pila
Amphinecta pila là một loài nhện trong họ Amphinectidae. Loài này phân bố ở New Zealand.